# Ooencyrtus daritshevae
Ooencyrtus daritshevae är en stekelart som beskrevs av Svetlana N. Myartseva 1981. Ooencyrtus daritshevae ingår i släktet Ooencyrtus och familjen sköldlussteklar.
Artens utbredningsområde är Turkmenistan. Inga underarter finns listade i Catalogue of Life.